# Чирчик (футбольный клуб)
«Чирчик» — бывший советский и узбекистанский футбольный клуб из Чирчика. Основан не позднее 1988 года.

## Названия
- 1988—1989 — «Сельмашевец».
- 1990—1995 — «Чирчик».

## Достижения
- Высшая лига Узбекистана — 12-е место (1992).
- Вторая лига СССР (зональный турнир) — 19-е место (1989).
- Чемпион Узбекской ССР (1988). Тренировал команду в это время Геннадий Михайлуца.

## Известные игроки
- Беляков, Олег Геннадьевич;
- Бугало, Павел Викторович;
- Галкин, Юрий Валентинович
- Дубровин, Станислав Владимирович;
- Иванков, Денис Александрович;
- Клочков, Вячеслав Юрьевич.